# Anna Rogowska
Anna Rogowska (Gdynia, 21 de maio de 1981) é uma saltadora de vara polonesa.
Ganhou a medalha de bronze no Jogos Olímpicos de 2004, superando por margem estreita a Monika Pyrek, outra saltadora com vara polonesa nascida em Gdynia. Em 2005 ganhou a medalha de prata no Campeonato Europeu em Pista Coberta. Em 22 de julho do mesmo ano, em Londres, ela alcançou um recorde pessoal com 4,80 m, que foi também o recorde polonês. Minutos depois ela viu Yelena Isinbayeva se tornar a primeira mulher a saltar 5,00 m.
No Campeonato Mundial de 2005 ela terminou em sexto, no entanto, saltando apenas 4,35 m sob difíceis condições meteorológicas. Em 26 de agosto de 2005 ela alcançou outro recorde pessoal com 4,83 m (novo recorde em polonês). Isso foi no Memorial Van Damme. Ela também tem o recorde indoor polonês de 4,80 m, estabelecido em 5 de março de 2006.
No Campeonato Mundial de 2009 recebeu a medalha de ouro, saltando 4,75 m, após três tentativas frustradas da russa Isinbayeva.